# 包伊
包伊（匈牙利語：Baj），是匈牙利科马罗姆-埃斯泰尔戈姆州所辖的一个村。总面积21.13平方公里，总人口2836，人口密度134.2人/平方公里（2011年1月1日）。